# Norbert Bicker
Norbert Bicker (17. Jahrhundert in Arnsberg; † 1715 ebenda) war von 1688 bis 1715 Abt des Prämonstratenserstifts Wedinghausen.

## Leben
Bicker war der Sohn des Arnsberger Bürgermeisters Bicker, der im Alter als Laienbruder ebenfalls ins Kloster Wedinghausen eintrat. Er besuchte zunächst die Trivialschule in Arnsberg. Abt Reinhartz wurde auf den Schüler während einer Visitation aufmerksam und sorgte dafür, dass er das Gymnasium Laurentianum besuchen konnte. Unter seinem Einfluss trat Bicker auch in das Kloster ein.
Im Jahr 1688 wurde er zum Abt gewählt. Im Jahr 1691 ließ er das Abtsgebäude, auch Prälatur genannt, durch einen Flügelbau mit der Kirche und den übrigen Klostergebäuden verbinden. Außerdem ließ er im Süden der Anlage die Klosterbibliothek neu erbauen. Zudem sorgte er für die Reparatur der übrigen Baulichkeiten. In Werl ließ er 1689 das Pastorat neu erbauen.
Besondere Bedeutung hatte sein Wirken für die Entwicklung des Gymnasiums. Zu seiner Zeit wurde die Vorbereitungsschule (Infima, Prima grammaticae) der Stadtschule mit der Klosterschule verbunden. Die Landstände des Herzogtums Westfalen unterstützten seit dieser Zeit die Schule finanziell, so dass 1712 die beiden obersten Klassen (Logica und Physica) eingerichtet werden konnten. Damit bot die Schule eine vollständige Gymnasialbildung an. Wegen fehlender Räume wurden die beiden Klassen im ehemaligen Pesthäuschen untergebracht. Bicker plante daher den Neubau der Schule, den aber erst sein Nachfolger ausführen konnte. In seiner Zeit wurden auch Schülerprämien eingeführt. Seine Tätigkeit hat ihm innerhalb des Klosters Gegner geschaffen. Er konnte den Frieden aber wiederherstellen.